# 조니 존슨
조니 클라이드 존슨(Johnnie Clyde Johnson, 1924년 7월 8일 ~ 2005년 4월 13일)은 미국의 남성 피아니스트, 가수, 작사가, 작곡가, 편곡가, 음반 프로듀서 겸 영화배우이다. 블루스와 부기우기의 전설적 피아노 주자이기도 한 그는 1952년 이후 20여 년간 척 베리와 함께 팀을 이뤄 '스위트 리틀 식스틴', '스쿨데이즈', '록 오버 베토벤' 등의 명곡을 발표했다. 이들의 작업은 초창기 로큰롤의 형성에 큰 기여를 했다는 평가를 받았다.
1947년 재즈 피아니스트로 첫 데뷔하였고 1953년 로큰롤 음악 밴드 "Sir John's Trio"의 피아니스트 겸 보컬리스트로 가수 데뷔하였으며 이후에는 다시 재즈 음악가와 블루스 음악가로 활동하였고 1987년 미국 다큐멘터리 영화 《Chuck Berry: Hail! hail! rock'n'roll》의 단역으로 영화배우 데뷔하였으며 1991년 미국 다큐멘터리 영화 《Eric Clapton: 24 nights》에 단역 출연하였다. 이후로도 연주 활동을 계속해 에릭 클랩튼, 보 디들리 등 유명 뮤지션과 함께 음반 작업을 했다. 2001년 로큰롤 명예의 전당에 이름도 올렸다. 2005년 4월 13일 타계했다. 80세.